# Abu (Yamaguchi)
Pour les articles homonymes, voir Abu.
Abu (阿武町, Abu-chō) est un bourg du district d'Abu, dans la préfecture de Yamaguchi, dans le sud-ouest de l'île de Honshū, au Japon.

## Géographie

### Situation
Abu est situé dans le nord-est de la préfecture de Yamaguchi, bordé au nord par la mer du Japon.

### Démographie
Au 1er juillet 2008, la population d'Abu s'élevait à 3 824 habitants répartis sur une superficie de 116,07 km2 (densité de population d'environ 22 hab./km2). En juin 2023, elle était de 3 054 habitants.

### Climat
Abu a un climat subtropical humide avec des étés très chauds et des hivers frais. La température annuelle moyenne est de 14,8 °C. La pluviométrie annuelle moyenne est de 1 746 mm, septembre étant le mois le plus humide.

## Histoire
La région d'Abu faisait partie de l'ancienne province de Nagato. Pendant l'époque d'Edo, la région faisait partie des possessions du domaine d'Iwakuni. Le 1er avril 1889 les villages de Nago, Fukaga et Utago sont créés au sein du district d'Abu à la suite de la mise en place du système municipal moderne. Nago a été élevé au statut de bourg le 3 novembre 1942. Le 1er janvier 1955, Nago a fusionné avec Fukaga et Utago pour former l'actuel bourg d'Abu.

## Transports
Abu est desservi par la ligne principale San'in de la JR West.